# Liga Profesional Femenina de Fútbol 2022 (Colombia)
La Liga Profesional Femenina 2022 (oficialmente y por motivos de patrocinio, Liga Femenina BetPlay Dimayor 2022) fue la 6a edición de la Liga Profesional Femenina de Fútbol de Colombia.
En la asamblea extraordinaria de Dimayor del 17 de diciembre de 2021 se definió la disputa del campeonato entre los meses de febrero y junio, para terminar antes de la Copa América Femenina 2022, con un total de 15 clubes, por lo que Dimayor anunció la realización de la junta de competencia para definir el sistema de juego, donde se definió el sistema de juego con 17 equipos participantes.

## Sistema de juego
|                    |                    | Sistema de juego | Cantidad de equipos | Fechas                            |
| ------------------ | ------------------ | --- | ------------------- | --------------------------------- |
| Todos contra todos | Todos contra todos | - Sistema de liga (solo partidos de ida) para un total de 17 jornadas, donde en cada fecha descansa un equipo. Avanzan ocho primeros clubes a la siguiente ronda. | 17 equipos          | 20 de febrero a fecha por definir |
| Cuartos de final   | Cuartos de final   | - Fase de eliminación directa (ida y vuelta) a definirse por sorteo, avanzan cuatro equipos a la siguiente ronda.                                                 | 8 equipos           | Fechas por definir                |
| Semifinal          | Semifinal          | - Fase de eliminación directa (ida y vuelta) hasta que queden dos equipos finalistas.                                                                             | 4 equipos           | Fechas por definir                |
| Final              | Final              | - Los 2 equipos vencedores de la fase anterior juegan la final en partidos de ida y vuelta por el campeonato.                                                     | 2 equipos           | Fecha por definir al 5 de junio   |

El campeonato se disputará por primera vez en la historia bajo el sistema de todos contra todos con los 17 equipos participantes, sin grupos zonales, dando como resultado 17 fechas o 16 partidos a disputarse. De cada grupo avanzarán los ocho primeros.
Una vez disputada la fase de grupos, los ocho equipos que avancen jugarán fases de eliminación directa, desde cuartos de final, pasando por semifinal, hasta la final (que definirá al campeón del torneo) con partidos a ida y vuelta.
El campeón y el subcampeón del torneo clasificarán a la Copa Libertadores Femenina 2022.
Cada uno de los clubes podrá inscribir un máximo de 30 futbolistas, incluyendo a cinco extranjeras.

## Equipos participantes
Respecto a los clubes participantes de la temporada 2021, repiten los 11 que hicieron parte y regresan Deportivo Pereira, Atlético Huila, campeón de la Copa Libertadores Femenina en una ocasión, Junior de Barranquilla, Deportes Tolima, Orsomarso y Cortuluá.

### Datos de los clubes
| Equipo                  | Entrenador            | Ciudad                   | Estadio                                      | Aforo                |
| ----------------------- | --------------------- | ------------------------ | -------------------------------------------- | -------------------- |
| América de Cali         | Andrés Usme           | Cali                     | Olímpico Pascual Guerrero                    | 35.405               |
| Atlético Bucaramanga    | Álvaro Diego Herrera  | Bucaramanga              | Alfonso López                                | 25.000               |
| Atlético Huila          | Douglas Calderón      | Neiva                    | Guillermo Plazas Alcid                       | 22.000               |
| Atlético Nacional       | Diego Bedoya          | Medellín Envigado        | Atanasio Girardot Polideportivo Sur          | 44.410 14.000        |
| Cortuluá                | Diana Silva           | Tuluá                    | Doce de Octubre                              | 16.000               |
| Deportes Tolima         | Jhon Agudelo          | Ibagué Neiva             | Manuel Murillo Toro Guillermo Plazas Alcid   | 28.000 22.000        |
| Deportivo Cali          | John Alberto Ortiz    | Palmira                  | Deportivo Cali                               | 44.000               |
| Deportivo Pereira       | Carlos Ariel Osorio   | Pereira                  | Hernán Ramírez Villegas                      | 30.290               |
| Fortaleza CEIF          | Diego Rodríguez Toro  | Chía                     | Estadio Villa Olímpica                       | 1.000                |
| Junior                  | Yinaris García        | Barranquilla             | Metropolitano Romelio Martínez               | 46.692 8.600         |
| Medellín Formas Íntimas | Jordy Vargas García   | Medellín Envigado Itagüí | Atanasio Girardot Polideportivo Sur Ditaires | 44.410 14.000 12.000 |
| La Equidad              | Álvaro Duarte         | Bogotá                   | Metropolitano de Techo                       | 10.000               |
| Llaneros                | John Alexandre Ortega | Villavicencio            | Estadio Bello Horizonte                      | 15.000               |
| Millonarios             | Álvaro Anzola         | Bogotá                   | Nemesio Camacho El Campín                    | 36.343               |
| Orsomarso               | Germenson Arias       | Palmira                  | Francisco Rivera Escobar                     | 15.300               |
| Real Santander          | Expencer Uribe        | Piedecuesta              | Estadio Villa Concha                         | 5.500                |
| Santa Fe                | Omar Ramírez          | Bogotá                   | Nemesio Camacho El Campín                    | 36.343               |

#### Cambio de entrenadores
| Equipo                  | Entrenador saliente | Fecha de salida        | Reemplazado por     | Fecha de llegada        |
| Temporada               | Temporada           | Temporada              | Temporada           | Temporada               |
| ----------------------- | ------------------- | ---------------------- | ------------------- | ----------------------- |
| Medellín Formas Íntimas | Carlos Paniagua     | 3 de diciembre de 2021 | Jordy Vargas García | 4 de diciembre de 2021  |
| Millonarios             | Carlos Gómez        |                        | Álvaro Anzola       | 28 de diciembre de 2021 |

### Localización
| Valle del Cauca | 4 | América de Cali, Deportivo Cali, Cortuluá, Orsomarso | Cortuluá Huila · Tolima Real Santander Junior Medellín Bogotá Pereira Llaneros Orsomarso Cali Pasto Bucaramanga Equipos de Bogotá: · Millonarios · Santa Fe · La Equidad Equipos de Medellín: · Atlético Nacional · Independiente Medellín Equipos de Cali: · América de Cali · Deportivo Cali |
| Bogotá, D. C.   | 3 | La Equidad, Millonarios y Santa Fe                   | Cortuluá Huila · Tolima Real Santander Junior Medellín Bogotá Pereira Llaneros Orsomarso Cali Pasto Bucaramanga Equipos de Bogotá: · Millonarios · Santa Fe · La Equidad Equipos de Medellín: · Atlético Nacional · Independiente Medellín Equipos de Cali: · América de Cali · Deportivo Cali |
| Antioquia       | 2 | Atlético Nacional e Independiente Medellín           | Cortuluá Huila · Tolima Real Santander Junior Medellín Bogotá Pereira Llaneros Orsomarso Cali Pasto Bucaramanga Equipos de Bogotá: · Millonarios · Santa Fe · La Equidad Equipos de Medellín: · Atlético Nacional · Independiente Medellín Equipos de Cali: · América de Cali · Deportivo Cali |
| Santander       | 2 | Atlético Bucaramanga y Real Santander                | Cortuluá Huila · Tolima Real Santander Junior Medellín Bogotá Pereira Llaneros Orsomarso Cali Pasto Bucaramanga Equipos de Bogotá: · Millonarios · Santa Fe · La Equidad Equipos de Medellín: · Atlético Nacional · Independiente Medellín Equipos de Cali: · América de Cali · Deportivo Cali |
| Atlántico       | 1 | Junior de Barranquilla                               | Cortuluá Huila · Tolima Real Santander Junior Medellín Bogotá Pereira Llaneros Orsomarso Cali Pasto Bucaramanga Equipos de Bogotá: · Millonarios · Santa Fe · La Equidad Equipos de Medellín: · Atlético Nacional · Independiente Medellín Equipos de Cali: · América de Cali · Deportivo Cali |
| Huila           | 1 | Atlético Huila                                       | Cortuluá Huila · Tolima Real Santander Junior Medellín Bogotá Pereira Llaneros Orsomarso Cali Pasto Bucaramanga Equipos de Bogotá: · Millonarios · Santa Fe · La Equidad Equipos de Medellín: · Atlético Nacional · Independiente Medellín Equipos de Cali: · América de Cali · Deportivo Cali |
| Meta            | 1 | Llaneros                                             | Cortuluá Huila · Tolima Real Santander Junior Medellín Bogotá Pereira Llaneros Orsomarso Cali Pasto Bucaramanga Equipos de Bogotá: · Millonarios · Santa Fe · La Equidad Equipos de Medellín: · Atlético Nacional · Independiente Medellín Equipos de Cali: · América de Cali · Deportivo Cali |
| Risaralda       | 1 | Deportivo Pereira                                    | Cortuluá Huila · Tolima Real Santander Junior Medellín Bogotá Pereira Llaneros Orsomarso Cali Pasto Bucaramanga Equipos de Bogotá: · Millonarios · Santa Fe · La Equidad Equipos de Medellín: · Atlético Nacional · Independiente Medellín Equipos de Cali: · América de Cali · Deportivo Cali |
| Tolima          | 1 | Tolima                                               | Cortuluá Huila · Tolima Real Santander Junior Medellín Bogotá Pereira Llaneros Orsomarso Cali Pasto Bucaramanga Equipos de Bogotá: · Millonarios · Santa Fe · La Equidad Equipos de Medellín: · Atlético Nacional · Independiente Medellín Equipos de Cali: · América de Cali · Deportivo Cali |
| Cundinamarca    | 1 | Fortaleza CEIF                                       | Cortuluá Huila · Tolima Real Santander Junior Medellín Bogotá Pereira Llaneros Orsomarso Cali Pasto Bucaramanga Equipos de Bogotá: · Millonarios · Santa Fe · La Equidad Equipos de Medellín: · Atlético Nacional · Independiente Medellín Equipos de Cali: · América de Cali · Deportivo Cali |

## Todos contra todos

### Clasificación
| Pos. | Equipo                 | Pts. | PJ | G  | E | P  | GF | GC | Dif. | Clasificación a   |
| ---- | ---------------------- | ---- | -- | -- | - | -- | -- | -- | ---- | ----------------- |
| 1    | Santa Fe               | 41   | 16 | 13 | 2 | 1  | 40 | 8  | +32  | Cuartos de final. |
| 2    | América de Cali        | 41   | 16 | 13 | 2 | 1  | 40 | 8  | +32  | Cuartos de final. |
| 3    | Deportivo Cali         | 37   | 16 | 12 | 1 | 3  | 37 | 12 | +25  | Cuartos de final. |
| 4    | Independiente Medellín | 30   | 16 | 9  | 3 | 4  | 22 | 15 | +7   | Cuartos de final. |
| 5    | Millonarios            | 26   | 16 | 8  | 2 | 6  | 16 | 12 | +4   | Cuartos de final. |
| 6    | Deportivo Pereira      | 24   | 16 | 7  | 3 | 6  | 18 | 16 | +2   | Cuartos de final. |
| 7    | Junior                 | 23   | 16 | 7  | 2 | 7  | 20 | 17 | +3   | Cuartos de final. |
| 8    | Llaneros               | 21   | 16 | 6  | 3 | 7  | 20 | 21 | −1   | Cuartos de final. |
| 9    | Orsomarso              | 21   | 16 | 5  | 6 | 5  | 18 | 20 | −2   |                   |
| 10   | Deportes Tolima        | 21   | 16 | 5  | 6 | 5  | 19 | 22 | −3   |                   |
| 11   | Atlético Nacional      | 19   | 16 | 5  | 4 | 7  | 16 | 24 | −8   |                   |
| 12   | Atlético Huila         | 16   | 16 | 4  | 4 | 8  | 20 | 24 | −4   |                   |
| 13   | Cortuluá               | 16   | 16 | 5  | 1 | 10 | 15 | 25 | −10  |                   |
| 14   | Atlético Bucaramanga   | 13   | 16 | 3  | 4 | 9  | 9  | 21 | −12  |                   |
| 15   | La Equidad             | 13   | 16 | 4  | 1 | 11 | 15 | 32 | −17  |                   |
| 16   | Real Santander         | 10   | 16 | 2  | 4 | 10 | 11 | 42 | −31  |                   |
| 17   | Fortaleza CEIF         | 9    | 16 | 1  | 6 | 9  | 9  | 27 | −18  |                   |

Actualizado a los partidos jugados el 9 de mayo de 2022.
 Fuente: Dimayor

### Resultados
- La hora de cada encuentro corresponde al huso horario que rige a Colombia (UTC-5)

| Fecha 1                | Fecha 1   | Fecha 1              | Fecha 1                   | Fecha 1       | Fecha 1 | Fecha 1                  |
| Local                  | Resultado | Visitante            | Estadio                   | Fecha         | Hora    | Transmisión              |
| ---------------------- | --------- | -------------------- | ------------------------- | ------------- | ------- | ------------------------ |
| Llaneros               | 2 : 1     | Atlético Nacional    | Bello Horizonte           | 18 de febrero | 15:00   | Sin transmisión          |
| Deportivo Cali         | 2 : 0     | Atlético Huila       | Deportivo Cali            | 18 de febrero | 17:30   | Win Sports+              |
| Independiente Medellín | 0 : 1     | Atlético Bucaramanga | Atanasio Girardot         | 18 de febrero | 19:00   | Sin transmisión          |
| Real Santander         | 1 : 0     | Millonarios          | Villa Concha              | 19 de febrero | 11:00   | Win Sports+ y Win Sports |
| Santa Fe               | 1 : 2     | Deportivo Pereira    | Nemesio Camacho El Campín | 19 de febrero | 13:00   | Sin transmisión          |
| Fortaleza CEIF         | 0 : 0     | Orsomarso            | Villa Olímpica            | 21 de febrero | 14:00   | Sin transmisión          |
| Deportes Tolima        | 2 : 0     | La Equidad           | Manuel Murillo Toro       | 21 de febrero | 15:00   | Sin transmisión          |
| Cortuluá               | 1 : 2     | Junior               | Doce de Octubre           | 22 de febrero | 15:00   | Sin transmisión          |
| Libre: América de Cali |           |                      |                           |               |         |                          |

| Fecha 2               | Fecha 2   | Fecha 2                | Fecha 2                        | Fecha 2       | Fecha 2 | Fecha 2                  |
| Local                 | Resultado | Visitante              | Estadio                        | Fecha         | Hora    | Transmisión              |
| --------------------- | --------- | ---------------------- | ------------------------------ | ------------- | ------- | ------------------------ |
| La Equidad            | 0 : 4     | América de Cali        | Metropolitano de Techo         | 25 de febrero | 19:00   | Sin transmisión          |
| Atlético Huila        | 1 : 3     | Santa Fe               | Guillermo Plazas Alcid         | 25 de febrero | 19:40   | Win Sports+ y Win Sports |
| Atlético Bucaramanga  | 0 : 2     | Llaneros               | Alfonso López                  | 26 de febrero | 11:00   | Sin transmisión          |
| Millonarios           | 1 : 1     | Deportes Tolima        | Nemesio Camacho El Campín      | 26 de febrero | 16:00   | Sin transmisión          |
| Deportivo Pereira     | 1 : 1     | Fortaleza CEIF         | Hernán Ramírez Villegas        | 27 de febrero | 10:00   | Sin transmisión          |
| Atlético Nacional     | 3 : 1     | Cortuluá               | Atanasio Girardot              | 27 de febrero | 11:00   | Win Sports+              |
| Orsomarso             | 0 : 1     | Independiente Medellín | Francisco Rivera Escobar       | 27 de febrero | 15:00   | Sin transmisión          |
| Junior                | 3 : 0     | Real Santander         | Metropolitano Roberto Meléndez | 27 de febrero | 15:30   | Sin transmisión          |
| Libre: Deportivo Cali |           |                        |                                |               |         |                          |

| Fecha 3                | Fecha 3   | Fecha 3              | Fecha 3                   | Fecha 3     | Fecha 3 | Fecha 3         |
| Local                  | Resultado | Visitante            | Estadio                   | Fecha       | Hora    | Transmisión     |
| ---------------------- | --------- | -------------------- | ------------------------- | ----------- | ------- | --------------- |
| Fortaleza CEIF         | 2 : 1     | Atlético Huila       | Villa Olímpica            | 2 de marzo  | 14:00   | Sin transmisión |
| Cortuluá               | 1 : 0     | Atlético Bucaramanga | Doce de Octubre           | 2 de marzo  | 15:00   | Sin transmisión |
| Llaneros               | 1 : 2     | Orsomarso            | Bello Horizonte           | 2 de marzo  | 15:00   | Sin transmisión |
| Independiente Medellín | 2 : 1     | Deportivo Pereira    | Polideportivo Sur         | 2 de marzo  | 15:00   | Sin transmisión |
| Santa Fe               | 0 : 0     | Deportivo Cali       | Nemesio Camacho El Campín | 2 de marzo  | 19:00   | Sin transmisión |
| América de Cali        | 1 : 0     | Millonarios          | Olímpico Pascual Guerrero | 2 de marzo  | 20:00   | Win Sports+     |
| Real Santander         | 1 : 0     | Atlético Nacional    | Villa Concha              | 3 de marzo  | 11:00   | Sin transmisión |
| Deportes Tolima        | 0 : 0     | Junior               | Manuel Murillo Toro       | 23 de marzo | 15:00   | Sin transmisión |
| Libre: La Equidad      |           |                      |                           |             |         |                 |

| Fecha 4              | Fecha 4   | Fecha 4                | Fecha 4                   | Fecha 4     | Fecha 4 | Fecha 4         |
| Local                | Resultado | Visitante              | Estadio                   | Fecha       | Hora    | Transmisión     |
| -------------------- | --------- | ---------------------- | ------------------------- | ----------- | ------- | --------------- |
| Millonarios          | 2 : 1     | La Equidad             | Nemesio Camacho El Campín | 5 de marzo  | 11:00   | Sin transmisión |
| Deportivo Pereira    | 1 : 1     | Llaneros               | Hernán Ramírez Villegas   | 5 de marzo  | 14:00   | Win Sports+     |
| Orsomarso            | 3 : 1     | Cortuluá               | Francisco Rivera Escobar  | 6 de marzo  | 15:00   | Sin transmisión |
| Atlético Huila       | 1 : 1     | Independiente Medellín | Guillermo Plazas Alcid    | 6 de marzo  | 15:30   | Sin transmisión |
| Junior               | 0 : 2     | América de Cali        | Romelio Martínez          | 6 de marzo  | 19:00   | Sin transmisión |
| Deportivo Cali       | 3 : 0     | Fortaleza CEIF         | Deportivo Cali            | 7 de marzo  | 15:00   | Sin transmisión |
| Atlético Nacional    | 1 : 3     | Deportes Tolima        | Atanasio Girardot         | 7 de marzo  | 15:00   | Sin transmisión |
| Atlético Bucaramanga | 2 : 0     | Real Santander         | Alfonso López             | 10 de abril | 11:00   | Sin transmisión |
| Libre: Santa Fe      |           |                        |                           |             |         |                 |

| Fecha 5                | Fecha 5   | Fecha 5              | Fecha 5                   | Fecha 5     | Fecha 5 | Fecha 5         |
| Local                  | Resultado | Visitante            | Estadio                   | Fecha       | Hora    | Transmisión     |
| ---------------------- | --------- | -------------------- | ------------------------- | ----------- | ------- | --------------- |
| Llaneros               | 2 : 2     | Atlético Huila       | Bello Horizonte           | 9 de marzo  | 15:00   | Sin transmisión |
| Cortuluá               | 0 : 1     | Deportivo Pereira    | Doce de Octubre           | 9 de marzo  | 15:00   | Sin transmisión |
| La Equidad             | 0 : 1     | Junior               | Metropolitano de Techo    | 9 de marzo  | 18:00   | Sin transmisión |
| Real Santander         | 0 : 0     | Orsomarso            | Villa Concha              | 10 de marzo | 11:00   | Sin transmisión |
| Deportes Tolima        | 0 : 0     | Atlético Bucaramanga | Guillermo Plazas Alcid    | 10 de marzo | 15:00   | Sin transmisión |
| Fortaleza CEIF         | 0 : 1     | Santa Fe             | Villa Olímpica            | 10 de marzo | 15:00   | Sin transmisión |
| Independiente Medellín | 0 : 2     | Deportivo Cali       | Atanasio Girardot         | 10 de marzo | 19:00   | Sin transmisión |
| América de Cali        | 3 : 0     | Atlético Nacional    | Olímpico Pascual Guerrero | 10 de marzo | 20:00   | Win Sports+     |
| Libre: Millonarios     |           |                      |                           |             |         |                 |

| Fecha 6               | Fecha 6   | Fecha 6                | Fecha 6                        | Fecha 6     | Fecha 6 | Fecha 6         |
| Local                 | Resultado | Visitante              | Estadio                        | Fecha       | Hora    | Transmisión     |
| --------------------- | --------- | ---------------------- | ------------------------------ | ----------- | ------- | --------------- |
| Santa Fe              | 2 : 0     | Independiente Medellín | Nemesio Camacho El Campín      | 14 de marzo | 14:00   | Sin transmisión |
| Atlético Nacional     | 3 : 0     | La Equidad             | Atanasio Girardot              | 14 de marzo | 15:00   | Sin transmisión |
| Deportivo Cali        | 1 : 0     | Llaneros               | Deportivo Cali                 | 14 de marzo | 17:00   | Sin transmisión |
| Junior                | 0 : 2     | Millonarios            | Metropolitano Roberto Meléndez | 14 de marzo | 20:00   | Win Sports+     |
| Deportivo Pereira     | 2 : 1     | Real Santander         | Hernán Ramírez Villegas        | 15 de marzo | 15:00   | Sin transmisión |
| Orsomarso             | 4 : 2     | Deportes Tolima        | Francisco Rivera Escobar       | 15 de marzo | 15:00   | Sin transmisión |
| Atlético Bucaramanga  | 0 : 1     | América de Cali        | Alfonso López                  | 15 de marzo | 15:00   | Sin transmisión |
| Atlético Huila        | 3 : 0     | Cortuluá               | Guillermo Plazas Alcid         | 15 de marzo | 15:30   | Sin transmisión |
| Libre: Fortaleza CEIF |           |                        |                                |             |         |                 |

| Fecha 7                | Fecha 7   | Fecha 7              | Fecha 7                   | Fecha 7     | Fecha 7 | Fecha 7         |
| Local                  | Resultado | Visitante            | Estadio                   | Fecha       | Hora    | Transmisión     |
| ---------------------- | --------- | -------------------- | ------------------------- | ----------- | ------- | --------------- |
| Cortuluá               | 1 : 3     | Deportivo Cali       | Doce de Octubre           | 19 de marzo | 15:00   | Sin transmisión |
| Llaneros               | 1 : 3     | Santa Fe             | Bello Horizonte           | 19 de marzo | 15:00   | Sin transmisión |
| Independiente Medellín | 3 : 1     | Fortaleza CEIF       | Atanasio Girardot         | 19 de marzo | 15:00   | Sin transmisión |
| La Equidad             | 1 : 0     | Atlético Bucaramanga | Metropolitano de Techo    | 19 de marzo | 16:00   | Sin transmisión |
| América de Cali        | 2 : 0     | Orsomarso            | Olímpico Pascual Guerrero | 19 de marzo | 17:00   | Sin transmisión |
| Real Santander         | 3 : 3     | Atlético Huila       | Villa Concha              | 20 de marzo | 11:00   | Sin transmisión |
| Millonarios            | 0 : 0     | Atlético Nacional    | Nemesio Camacho El Campín | 20 de marzo | 20:15   | Win Sports+     |
| Deportes Tolima        | 2 : 1     | Deportivo Pereira    | Manuel Murillo Toro       | 10 de abril | 10:00   | Sin transmisión |
| Libre: Junior          |           |                      |                           |             |         |                 |

| Fecha 8                       | Fecha 8   | Fecha 8         | Fecha 8                   | Fecha 8     | Fecha 8 | Fecha 8         |
| Local                         | Resultado | Visitante       | Estadio                   | Fecha       | Hora    | Transmisión     |
| ----------------------------- | --------- | --------------- | ------------------------- | ----------- | ------- | --------------- |
| Deportivo Cali                | 7 : 0     | Real Santander  | Deportivo Cali            | 25 de marzo | 15:30   | Sin transmisión |
| Orsomarso                     | 1 : 1     | La Equidad      | Francisco Rivera Escobar  | 26 de marzo | 15:00   | Sin transmisión |
| Deportivo Pereira             | 1 : 1     | América de Cali | Hernán Ramírez Villegas   | 26 de marzo | 17:00   | Sin transmisión |
| Santa Fe                      | 3 : 0     | Cortuluá        | Nemesio Camacho El Campín | 26 de marzo | 18:00   | Sin transmisión |
| Atlético Nacional             | 1 : 0     | Junior          | Polideportivo Sur         | 27 de marzo | 11:00   | Win Sports+     |
| Atlético Bucaramanga          | 1 : 2     | Millonarios     | Alfonso López             | 27 de marzo | 11:00   | Sin transmisión |
| Fortaleza CEIF                | 0 : 1     | Llaneros        | Villa Olímpica            | 27 de marzo | 15:00   | Sin transmisión |
| Atlético Huila                | 1 : 1     | Deportes Tolima | Guillermo Plazas Alcid    | 27 de marzo | 15:30   | Sin transmisión |
| Libre: Independiente Medellín |           |                 |                           |             |         |                 |

| Fecha 9                  | Fecha 9   | Fecha 9                | Fecha 9                        | Fecha 9     | Fecha 9 | Fecha 9         |
| Local                    | Resultado | Visitante              | Estadio                        | Fecha       | Hora    | Transmisión     |
| ------------------------ | --------- | ---------------------- | ------------------------------ | ----------- | ------- | --------------- |
| Real Santander           | 0 : 2     | Santa Fe               | Villa Concha                   | 30 de marzo | 13:00   | Sin transmisión |
| América de Cali          | 1 : 0     | Atlético Huila         | Olímpico Pascual Guerrero      | 30 de marzo | 13:00   | Sin transmisión |
| La Equidad               | 0 : 1     | Deportivo Pereira      | Metropolitano de Techo         | 30 de marzo | 14:00   | Sin transmisión |
| Llaneros                 | 1 : 2     | Independiente Medellín | Bello Horizonte                | 30 de marzo | 15:00   | Sin transmisión |
| Deportes Tolima          | 0 : 2     | Deportivo Cali         | Manuel Murillo Toro            | 30 de marzo | 16:00   | Sin transmisión |
| Millonarios              | 2 : 0     | Orsomarso              | Nemesio Camacho El Campín      | 30 de marzo | 17:00   | Sin transmisión |
| Cortuluá                 | 1 : 0     | Fortaleza CEIF         | Doce de Octubre                | 31 de marzo | 15:30   | Sin transmisión |
| Junior                   | 4 : 0     | Atlético Bucaramanga   | Metropolitano Roberto Meléndez | 31 de marzo | 16:00   | Win Sports+     |
| Libre: Atlético Nacional |           |                        |                                |             |         |                 |

| Fecha 10               | Fecha 10  | Fecha 10          | Fecha 10                  | Fecha 10   | Fecha 10 | Fecha 10        |
| Local                  | Resultado | Visitante         | Estadio                   | Fecha      | Hora     | Transmisión     |
| ---------------------- | --------- | ----------------- | ------------------------- | ---------- | -------- | --------------- |
| Deportivo Cali         | 0 : 4     | América de Cali   | Deportivo Cali            | 2 de abril | 11:00    | Win Sports+     |
| Santa Fe               | 3 : 0     | Deportes Tolima   | Nemesio Camacho El Campín | 2 de abril | 13:00    | Sin transmisión |
| Atlético Huila         | 1 : 2     | La Equidad        | Guillermo Plazas Alcid    | 2 de abril | 15:00    | Sin transmisión |
| Deportivo Pereira      | 0 : 1     | Millonarios       | Hernán Ramírez Villegas   | 2 de abril | 19:00    | Sin transmisión |
| Atlético Bucaramanga   | 0 : 0     | Atlético Nacional | Alfonso López             | 3 de abril | 11:00    | Sin transmisión |
| Independiente Medellín | 0 : 1     | Cortuluá          | Atanasio Girardot         | 3 de abril | 13:00    | Sin transmisión |
| Orsomarso              | 1 : 1     | Junior            | Francisco Rivera Escobar  | 3 de abril | 13:00    | Sin transmisión |
| Fortaleza CEIF         | 1 : 1     | Real Santander    | Villa Olímpica            | 3 de abril | 13:00    | Sin transmisión |
| Libre: Llaneros        |           |                   |                           |            |          |                 |

| Fecha 11                    | Fecha 11  | Fecha 11               | Fecha 11                       | Fecha 11   | Fecha 11 | Fecha 11        |
| Local                       | Resultado | Visitante              | Estadio                        | Fecha      | Hora     | Transmisión     |
| --------------------------- | --------- | ---------------------- | ------------------------------ | ---------- | -------- | --------------- |
| América de Cali             | 2 : 2     | Santa Fe               | Olímpico Pascual Guerrero      | 5 de abril | 13:00    | Sin transmsión  |
| La Equidad                  | 1 : 2     | Deportivo Cali         | Metropolitano de Techo         | 5 de abril | 14:00    | Sin transmsión  |
| Atlético Nacional           | 2 : 2     | Orsomarso              | Atanasio Girardot              | 6 de abril | 14:00    | Win Sports+     |
| Cortuluá                    | 1 : 1     | Llaneros               | Doce de Octubre                | 6 de abril | 15:00    | Sin transmisión |
| Millonarios                 | 0 : 1     | Atlético Huila         | Nemesio Camacho El Campín      | 6 de abril | 16:00    | Sin transmisión |
| Real Santander              | 0 : 0     | Independiente Medellín | Villa Concha                   | 7 de abril | 13:00    | Sin transmisión |
| Deportes Tolima             | 1 : 1     | Fortaleza CEIF         | Manuel Murillo Toro            | 7 de abril | 15:00    | Sin transmisión |
| Junior                      | 2 : 1     | Deportivo Pereira      | Metropolitano Roberto Meléndez | 7 de abril | 18:00    | Sin transmisión |
| Libre: Atlético Bucaramanga |           |                        |                                |            |          |                 |

| Fecha 12               | Fecha 12  | Fecha 12             | Fecha 12                  | Fecha 12    | Fecha 12 | Fecha 12        |
| Local                  | Resultado | Visitante            | Estadio                   | Fecha       | Hora     | Transmisión     |
| ---------------------- | --------- | -------------------- | ------------------------- | ----------- | -------- | --------------- |
| Atlético Huila         | 2 : 0     | Junior               | Guillermo Plazas Alcid    | 12 de abril | 15:00    | Sin transmisión |
| Fortaleza CEIF         | 0 : 3     | América de Cali      | Villa Olímpica            | 13 de abril | 14:00    | Sin transmisión |
| Orsomarso              | 0 : 0     | Atlético Bucaramanga | Francisco Rivera Escobar  | 13 de abril | 14:00    | Sin transmisión |
| Independiente Medellín | 2 : 2     | Deportes Tolima      | Metropolitano de Itagüí   | 13 de abril | 15:00    | Win Sports+     |
| Llaneros               | 6 : 1     | Real Santander       | Bello Horizonte           | 13 de abril | 15:00    | Sin transmisión |
| Deportivo Pereira      | 0 : 1     | Atlético Nacional    | Hernán Ramírez Villegas   | 13 de abril | 16:00    | Sin transmisión |
| Santa Fe               | 7 : 1     | La Equidad           | Nemesio Camacho El Campín | 14 de abril | 15:00    | Sin transmisión |
| Deportivo Cali         | 2 : 0     | Millonarios          | Deportivo Cali            | 14 de abril | 16:00    | Sin transmisión |
| Libre: Cortuluá        |           |                      |                           |             |          |                 |

| Fecha 13             | Fecha 13  | Fecha 13               | Fecha 13                  | Fecha 13    | Fecha 13 | Fecha 13        |
| Local                | Resultado | Visitante              | Estadio                   | Fecha       | Hora     | Transmisión     |
| -------------------- | --------- | ---------------------- | ------------------------- | ----------- | -------- | --------------- |
| Millonarios          | 0 : 2     | Santa Fe               | Nemesio Camacho El Campín | 17 de abril | 11:00    | Win Sports+     |
| Atlético Bucaramanga | 0 : 1     | Deportivo Pereira      | Alfonso López             | 17 de abril | 11:00    | Sin transmisión |
| Real Santander       | 1 : 4     | Cortuluá               | Villa Concha              | 17 de abril | 13:00    | Sin transmisión |
| América de Cali      | 1 : 2     | Independiente Medellín | Olímpico Pascual Guerrero | 17 de abril | 14:00    | Sin transmisión |
| Junior               | 1 : 4     | Deportivo Cali         | Romelio Martínez          | 17 de abril | 16:00    | Sin transmisión |
| Deportes Tolima      | 0 : 1     | Llaneros               | Manuel Murillo Toro       | 17 de abril | 16:00    | Sin transmisión |
| La Equidad           | 3 : 1     | Fortaleza CEIF         | Metropolitano de Techo    | 18 de abril | 14:00    | Sin transmisión |
| Atlético Nacional    | 1 : 0     | Atlético Huila         | Atanasio Girardot         | 18 de abril | 15:00    | Sin transmisión |
| Libre: Orsomarso     |           |                        |                           |             |          |                 |

| Fecha 14               | Fecha 14  | Fecha 14             | Fecha 14                  | Fecha 14    | Fecha 14 | Fecha 14        |
| Local                  | Resultado | Visitante            | Estadio                   | Fecha       | Hora     | Transmisión     |
| ---------------------- | --------- | -------------------- | ------------------------- | ----------- | -------- | --------------- |
| Independiente Medellín | 3 : 0     | La Equidad           | Atanasio Girardot         | 22 de abril | 15:00    | Sin transmisión |
| Atlético Huila         | 3 : 1     | Atlético Bucaramanga | Guillermo Plazas Alcid    | 22 de abril | 15:00    | Sin transmisión |
| Deportivo Pereira      | 1 : 2     | Orsomarso            | Hernán Ramírez Villegas   | 23 de abril | 10:00    | Sin transmisión |
| Santa Fe               | 2 : 0     | Junior               | Nemesio Camacho El Campín | 23 de abril | 11:00    | Win Sports+     |
| Fortaleza CEIF         | 0 : 2     | Millonarios          | Villa Olímpica            | 23 de abril | 14:00    | Sin transmisión |
| Cortuluá               | 0 : 1     | Deportes Tolima      | Doce de Octubre           | 23 de abril | 15:00    | Sin transmisión |
| Llaneros               | 0 : 3     | América de Cali      | Bello Horizonte           | 24 de abril | 15:00    | Sin transmisión |
| Deportivo Cali         | 4 : 1     | Atlético Nacional    | Deportivo Cali            | 24 de abril | 17:00    | Sin transmisión |
| Libre: Real Santander  |           |                      |                           |             |          |                 |

| Fecha 15                 | Fecha 15  | Fecha 15               | Fecha 15                  | Fecha 15    | Fecha 15 | Fecha 15        |
| Local                    | Resultado | Visitante              | Estadio                   | Fecha       | Hora     | Transmisión     |
| ------------------------ | --------- | ---------------------- | ------------------------- | ----------- | -------- | --------------- |
| Millonarios              | 1 : 2     | Independiente Medellín | Nemesio Camacho El Campín | 29 de abril | 11:00    | Sin transmisión |
| La Equidad               | 0 : 1     | Llaneros               | Metropolitano de Techo    | 29 de abril | 14:00    | Sin transmisión |
| Atlético Nacional        | 0 : 4     | Santa Fe               | Polideportivo Sur         | 29 de abril | 14:00    | Sin transmisión |
| Atlético Bucaramanga     | 2 : 1     | Deportivo Cali         | Alfonso López             | 30 de abril | 10:00    | Sin transmisión |
| Orsomarso                | 3 : 1     | Atlético Huila         | Francisco Rivera Escobar  | 30 de abril | 15:00    | Sin transmisión |
| Junior                   | 4 : 0     | Fortaleza CEIF         | Romelio Martínez          | 30 de abril | 16:00    | Sin transmisión |
| Deportes Tolima          | 3 : 0     | Real Santander         | Manuel Murillo Toro       | 1 de mayo   | 15:00    | Sin transmisión |
| América de Cali          | 2 : 1     | Cortuluá               | Olímpico Pascual Guerrero | 2 de mayo   | 15:00    | Win Sports+     |
| Libre: Deportivo Pereira |           |                        |                           |             |          |                 |

| Fecha 16               | Fecha 16  | Fecha 16             | Fecha 16                  | Fecha 16  | Fecha 16 | Fecha 16        |
| Local                  | Resultado | Visitante            | Estadio                   | Fecha     | Hora     | Transmisión     |
| ---------------------- | --------- | -------------------- | ------------------------- | --------- | -------- | --------------- |
| Fortaleza CEIF         | 1 : 1     | Atlético Nacional    | Villa Olímpica            | 4 de mayo | 14:00    | Sin transmisión |
| Santa Fe               | 4 : 1     | Atlético Bucaramanga | Nemesio Camacho El Campín | 4 de mayo | 14:00    | Sin transmisión |
| Llaneros               | 0 : 2     | Millonarios          | Bello Horizonte           | 4 de mayo | 15:00    | Sin transmisión |
| Atlético Huila         | 0 : 2     | Deportivo Pereira    | Guillermo Plazas Alcid    | 4 de mayo | 16:00    | Sin transmisión |
| Real Santander         | 1 : 5     | América de Cali      | Villa Concha              | 5 de mayo | 11:00    | Sin transmisión |
| Cortuluá               | 2 : 1     | La Equidad           | Doce de Octubre           | 5 de mayo | 15:00    | Sin transmisión |
| Independiente Medellín | 1 : 0     | Junior               | Atanasio Girardot         | 5 de mayo | 15:00    | Sin transmisión |
| Deportivo Cali         | 4 : 0     | Orsomarso            | Deportivo Cali            | 5 de mayo | 20:00    | Win Sports+     |
| Libre: Deportes Tolima |           |                      |                           |           |          |                 |

| Fecha 17              | Fecha 17  | Fecha 17               | Fecha 17                  | Fecha 17  | Fecha 17 | Fecha 17        |
| Local                 | Resultado | Visitante              | Estadio                   | Fecha     | Hora     | Transmisión     |
| --------------------- | --------- | ---------------------- | ------------------------- | --------- | -------- | --------------- |
| Atlético Bucaramanga  | 1 : 1     | Fortaleza CEIF         | Alfonso López             | 7 de mayo | 16:30    | Sin transmisión |
| La Equidad            | 4 : 1     | Real Santander         | Metropolitano de Techo    | 9 de mayo | 14:00    | Sin transmisión |
| Millonarios           | 1 : 0     | Cortuluá               | Nemesio Camacho El Campín | 9 de mayo | 16:00    | Sin transmisión |
| Orsomarso             | 0 : 1     | Santa Fe               | Francisco Rivera Escobar  | 9 de mayo | 16:00    | Sin transmisión |
| Deportivo Pereira     | 2 : 1     | Deportivo Cali         | Hernán Ramírez Villegas   | 9 de mayo | 16:00    | Sin transmisión |
| América de Cali       | 5 : 1     | Deportes Tolima        | Olímpico Pascual Guerrero | 9 de mayo | 16:00    | Win Sports+     |
| Atlético Nacional     | 1 : 3     | Independiente Medellín | Atanasio Girardot         | 9 de mayo | 16:00    | Sin transmisión |
| Junior                | 2 : 0     | Llaneros               | Romelio Martínez          | 9 de mayo | 16:00    | Win Sports      |
| Libre: Atlético Huila |           |                        |                           |           |          |                 |

## Fase final
|  | Cuartos de final                                       | Cuartos de final                                       | Cuartos de final                                       | Cuartos de final                                       | Cuartos de final                                       |   |                 | Semifinales                               | Semifinales                               | Semifinales                               | Semifinales                               | Semifinales                               |  |                 | Final                                | Final                                | Final                                | Final                                | Final                                |  |
|  | 14 y 15 de mayo de 2022 (ida) 17 y 18 de mayo (vuelta) | 14 y 15 de mayo de 2022 (ida) 17 y 18 de mayo (vuelta) | 14 y 15 de mayo de 2022 (ida) 17 y 18 de mayo (vuelta) | 14 y 15 de mayo de 2022 (ida) 17 y 18 de mayo (vuelta) | 14 y 15 de mayo de 2022 (ida) 17 y 18 de mayo (vuelta) |   |                 | 22 de mayo (ida) 25 y 26 de mayo (vuelta) | 22 de mayo (ida) 25 y 26 de mayo (vuelta) | 22 de mayo (ida) 25 y 26 de mayo (vuelta) | 22 de mayo (ida) 25 y 26 de mayo (vuelta) | 22 de mayo (ida) 25 y 26 de mayo (vuelta) |  |                 | 2 de junio (ida) 5 de junio (vuelta) | 2 de junio (ida) 5 de junio (vuelta) | 2 de junio (ida) 5 de junio (vuelta) | 2 de junio (ida) 5 de junio (vuelta) | 2 de junio (ida) 5 de junio (vuelta) |  |
|  |                                                        |                                                        |                                                        |                                                        |                                                        |   |                 |                                           |                                           |                                           |                                           |                                           |  |                 |                                      |                                      |                                      |                                      |                                      |  |
|  |                                                        |                                                        |                                                        |                                                        |                                                        |   |                 |                                           |                                           |                                           |                                           |                                           |  |                 |                                      |                                      |                                      |                                      |                                      |  |
|  | Junior                                                 | Junior                                                 | 2                                                      | 0                                                      | 2                                                      |   |                 |                                           |                                           |                                           |                                           |                                           |  |                 |                                      |                                      |                                      |                                      |                                      |  |
|  | Junior                                                 | Junior                                                 | 2                                                      | 0                                                      | 2                                                      |   |                 |                                           |                                           |                                           |                                           |                                           |  |                 |                                      |                                      |                                      |                                      |                                      |  |
|  | América de Cali                                        | América de Cali                                        | 4                                                      | 2                                                      | 6                                                      |   |                 |                                           |                                           |                                           |                                           |                                           |  |                 |                                      |                                      |                                      |                                      |                                      |  |
|  | América de Cali                                        | América de Cali                                        | 4                                                      | 2                                                      | 6                                                      |   | América de Cali | América de Cali                           | 0                                         | 2                                         | 2                                         |                                           |  |                 |                                      |                                      |                                      |                                      |                                      |  |
|  |                                                        |                                                        |                                                        |                                                        |                                                        |   | América de Cali | América de Cali                           | 0                                         | 2                                         | 2                                         |                                           |  |                 |                                      |                                      |                                      |                                      |                                      |  |
|  |                                                        |                                                        | Deportivo Pereira                                      | Deportivo Pereira                                      | 0                                                      | 0 | 0               |                                           |                                           |                                           |                                           |                                           |  |                 |                                      |                                      |                                      |                                      |                                      |  |
|  | Deportivo Pereira                                      | Deportivo Pereira                                      | Deportivo Pereira                                      | Deportivo Pereira                                      | 0                                                      | 0 | 0               | 1                                         | 0                                         | 1                                         |                                           |                                           |  |                 |                                      |                                      |                                      |                                      |                                      |  |
|  | Deportivo Pereira                                      | Deportivo Pereira                                      |                                                        |                                                        |                                                        |   |                 |                                           |                                           | 1                                         |                                           |                                           |  |                 |                                      |                                      |                                      |                                      |                                      |  |
|  | Independiente Medellín                                 | Independiente Medellín                                 | 0                                                      | 0                                                      | 0                                                      |   |                 |                                           |                                           |                                           |                                           |                                           |  |                 |                                      |                                      |                                      |                                      |                                      |  |
|  | Independiente Medellín                                 | Independiente Medellín                                 | 0                                                      | 0                                                      | 0                                                      |   |                 |                                           |                                           |                                           |                                           |                                           |  | América de Cali | América de Cali                      | 1                                    | 3                                    | 4                                    |                                      |  |
|  |                                                        |                                                        |                                                        |                                                        |                                                        |   |                 |                                           |                                           |                                           |                                           |                                           |  | América de Cali | América de Cali                      | 1                                    | 3                                    | 4                                    |                                      |  |
|  |                                                        |                                                        | Deportivo Cali                                         | Deportivo Cali                                         | 2                                                      | 1 | 3               |                                           |                                           |                                           |                                           |                                           |  |                 |                                      |                                      |                                      |                                      |                                      |  |
|  | Llaneros                                               | Llaneros                                               | Deportivo Cali                                         | Deportivo Cali                                         | 2                                                      | 1 | 3               | 0                                         | 0                                         | 0                                         |                                           |                                           |  |                 |                                      |                                      |                                      |                                      |                                      |  |
|  | Llaneros                                               | Llaneros                                               |                                                        |                                                        |                                                        |   |                 |                                           |                                           | 0                                         |                                           |                                           |  |                 |                                      |                                      |                                      |                                      |                                      |  |
|  | Santa Fe                                               | Santa Fe                                               | 6                                                      | 4                                                      | 10                                                     |   |                 |                                           |                                           |                                           |                                           |                                           |  |                 |                                      |                                      |                                      |                                      |                                      |  |
|  | Santa Fe                                               | Santa Fe                                               | 6                                                      | 4                                                      | 10                                                     |   | Santa Fe        | Santa Fe                                  | 1                                         | 1                                         | 2 (2)                                     |                                           |  |                 |                                      |                                      |                                      |                                      |                                      |  |
|  |                                                        |                                                        |                                                        |                                                        |                                                        |   | Santa Fe        | Santa Fe                                  | 1                                         | 1                                         | 2 (2)                                     |                                           |  |                 |                                      |                                      |                                      |                                      |                                      |  |
|  |                                                        |                                                        | Deportivo Cali                                         | Deportivo Cali                                         | 1                                                      | 1 | 2 (4)           |                                           |                                           |                                           |                                           |                                           |  |                 |                                      |                                      |                                      |                                      |                                      |  |
|  | Millonarios                                            | Millonarios                                            | Deportivo Cali                                         | Deportivo Cali                                         | 1                                                      | 1 | 2 (4)           | 1                                         | 1                                         | 2                                         |                                           |                                           |  |                 |                                      |                                      |                                      |                                      |                                      |  |
|  | Millonarios                                            | Millonarios                                            |                                                        |                                                        |                                                        |   |                 |                                           |                                           | 2                                         |                                           |                                           |  |                 |                                      |                                      |                                      |                                      |                                      |  |
|  | Deportivo Cali                                         | Deportivo Cali                                         | 2                                                      | 1                                                      | 3                                                      |   |                 |                                           |                                           |                                           |                                           |                                           |  |                 |                                      |                                      |                                      |                                      |                                      |  |
|  | Deportivo Cali                                         | Deportivo Cali                                         | 2                                                      | 1                                                      | 3                                                      |   |                 |                                           |                                           |                                           |                                           |                                           |  |                 |                                      |                                      |                                      |                                      |                                      |  |
|  |                                                        |                                                        |                                                        |                                                        |                                                        |   |                 |                                           |                                           |                                           |                                           |                                           |  |                 |                                      |                                      |                                      |                                      |                                      |  |

Nota: El equipo ubicado en la segunda línea de cada llave es el que ejerce la localía en el partido de vuelta.

### Cuartos de final
- La hora de cada encuentro corresponde al huso horario que rige a Colombia (UTC-5).

| 15 de mayo               | Junior                     | 2:4 (1:2) | América de Cali                          | Estadio Romelio Martínez, Barranquilla |                            |
| 17:00                    | Cartagena 17' · Acosta 89' | Reporte   | 18', 48' Zamorano · 24' Usme · 82' Vidal | Árbitro(s): Yeimi Martínez             | Árbitro(s): Yeimi Martínez |
| Transmisión: Win Sports+ |                            |           |                                          |                                        |                            |

| 18 de mayo               | América de Cali            | 2:0 (0:0) | Junior | Estadio Pascual Guerrero, Cali |                             |
| 17:45                    | Zamorano 68' · Bonilla 72' |           |        | Árbitro(s): Paula Fernández    | Árbitro(s): Paula Fernández |
| Transmisión: Win Sports+ |                            |           |        |                                |                             |

| 15 de mayo                          | Deportivo Pereira | 1:0 (1:0) | Independiente Medellín | Estadio Hernán Ramírez Villegas, Pereira |                            |
| 11:00                               | Montillo 24'      | Reporte   |                        | Árbitro(s): Marcela Suárez               | Árbitro(s): Marcela Suárez |
| Transmisión: Win Sports/Win Sports+ |                   |           |                        |                                          |                            |

| 18 de mayo | Independiente Medellín | 0:0 (0:0) | Deportivo Pereira | Estadio Atanasio Girardot, Medellín |                              |
| 19:00      |                        |           |                   | Árbitro(s): Vanessa Ceballos        | Árbitro(s): Vanessa Ceballos |

| 15 de mayo              | Llaneros | 0:6 (0:3) | Santa Fe                                                        | Estadio Bello Horizonte, Villavicencio |                                     |
| 15:00                   |          | Reporte   | 29', 43', 56' Romero · 35' Vallejos · 72' Gómez · 90+2' Centeno | Árbitro(s): Luisa Fernanda Martínez    | Árbitro(s): Luisa Fernanda Martínez |
| Transmisión: Win Sports |          |           |                                                                 |                                        |                                     |

| 18 de mayo                          | Santa Fe                                           | 4:0 (2:0) | Llaneros | Estadio El Campín, Bogotá |                           |
| 20:00                               | Garavito 8' · García 24' · Romero 66' · Torres 79' |           |          | Árbitro(s): Erika Sánchez | Árbitro(s): Erika Sánchez |
| Transmisión: Win Sports/Win Sports+ |                                                    |           |          |                           |                           |

| 14 de mayo | Millonarios | 1:2 (1:1) | Deportivo Cali                  | Estadio El Campín, Bogotá |                          |
| 15:00      | Múnera 6'   | Reporte   | 35' F. Caicedo · 57' L. Caicedo | Árbitro(s): Karen Lozano  | Árbitro(s): Karen Lozano |

| 17 de mayo               | Deportivo Cali | 1:1 (0:1) | Millonarios | Estadio Deportivo Cali, Palmira |                        |
| 15:00                    | Ariza 62'      |           | 4' Calvo    | Árbitro(s): María Daza          | Árbitro(s): María Daza |
| Transmisión: Win Sports+ |                |           |             |                                 |                        |

### Semifinales
- La hora de cada encuentro corresponde al huso horario que rige a Colombia (UTC-5).

| 22 de mayo | Deportivo Pereira | 0:0 (0:0) | América de Cali | Estadio Hernán Ramírez Villegas, Pereira |                              |
| 13:00      |                   |           |                 | Árbitro(s): Vanessa Ceballos             | Árbitro(s): Vanessa Ceballos |

| 25 de mayo               | América de Cali     | 2:0 (2:0) | Pereira | Estadio Pascual Guerrero, Cali                              |                                                             |
| 20:00                    | Natis 1' · Usme 40' |           |         | Asistencia: 12.000 espectadores Árbitro(s): Paula Fernández | Asistencia: 12.000 espectadores Árbitro(s): Paula Fernández |
| Transmisión: Win Sports+ |                     |           |         |                                                             |                                                             |

| 22 de mayo               | Deportivo Cali | 1:1 (1:1) | Santa Fe     | Estadio Deportivo Cali, Palmira |                          |
| 15:00                    | L. Caicedo 41' |           | 19' L. Ramos | Árbitro(s): Karen Lozano        | Árbitro(s): Karen Lozano |
| Transmisión: Win Sports+ |                |           |              |                                 |                          |

| 26 de mayo               | Santa Fe                           | 1:1 (1:0) (2:4 p.)         | Deportivo Cali                      | Estadio El Campín, Bogotá  |                            |
| 20:00                    | Romero 30'                         |                            | 84' Guerra                          | Árbitro(s): Yeimi Martínez | Árbitro(s): Yeimi Martínez |
|                          |                                    | Tiros desde el punto penal |                                     |                            |                            |
|                          | Huertas · García · Acosta · Romero |                            | Arias · Carabalí · Guerra · Caicedo |                            |                            |
| Transmisión: Win Sports+ |                                    |                            |                                     |                            |                            |

### Final
| 2 de junio               | Deportivo Cali          | 2:1 (1:0) | América de Cali | Estadio Deportivo Cali, Palmira     |                                     |
| 20:00                    | Ariza 3' · Carabalí 50' |           | 53' Yanten      | Árbitro(s): Luisa Fernanda Martínez | Árbitro(s): Luisa Fernanda Martínez |
| Transmisión: Win Sports+ |                         |           |                 |                                     |                                     |

| 5 de junio               | América de Cali          | 3:1 (2:0) | Deportivo Cali | Estadio Pascual Guerro, Cali |                           |
| 17:05                    | Usme 7', 71' · Vidal 35' |           | 46' Caicedo    | Árbitro(s): Erika Sánchez    | Árbitro(s): Erika Sánchez |
| Transmisión: Win Sports+ |                          |           |                |                              |                           |

|                                    |
|                                    |
| Campeón América de Cali 2.º título |

## Estadísticas

### Goleadoras
| Jugadora                                  | Equipos                | Goles |
| ----------------------------------------- | ---------------------- | ----- |
| Catalina Usme                             | América de Cali        | 15    |
| Manuela González                          | Deportivo Cali         | 10    |
| Kena Romero                               | Independiente Santa Fe | 10    |
| Ingrid Guerra                             | Deportivo Cali         | 9     |
| Sindy Constante                           | Deportes Tolima        | 8     |
| Loren Sánchez                             | Atlético Huila         | 7     |
| Sandra Ibargüen                           | Llaneros               | 6     |
| Farlyn Caicedo]                           | Deportivo Cali         | 5     |
| Ivonne Chacón                             | Millonarios            | 2     |
| Viviana Munera                            | Millonarios            | 2     |
| Ingrid Vidal                              | América de Cali        | 2     |
| } Wendy Bonilla                           | América de Cali        | 2     |
| Karina Valencia                           | Deportes Tolima        | 2     |
| Gabriela Urueña                           | Llaneros               | 2     |
| Mariana Muñoz                             | Atlético Nacional      | 2     |
| Daniela Montoya                           | Junior                 | 2     |
| Karen Urrutia                             | Orsomarso              | 2     |
| Luiza Montaño                             | Orsomarso              | 2     |
| Sara Angulo                               | Cortuluá               | 2     |
| Sara Córdoba                              | Independiente Medellín | 2     |
| Karent Balcázar                           | Atlético Bucaramanga   | 1     |
| Última actualización: 7 de marzo de 2022. |                        |       |

## Clasificación a torneos internacionales
| Clasificado como | Copa Libertadores Femenina 2022 |
| ---------------- | ------------------------------- |
| Colombia 1       | América de Cali                 |
| Colombia 2       | Deportivo Cali                  |